# Regimentul 13 Infanterie (1916-1918)
Regimentul 13 Infanterie a fost o unitate de nivel tactic care s-a constituit la 14/27 august 1916, prin mobilizarea unităților și subunităților existente la pace aparținând de Regimentul Ștefan cel Mare No.13. Regimentul a făcut parte din organica Brigăzii 15 Infanterie, fiind dislocat la pace în garnizoana Iași. La intrarea în război, Regimentul 13 Infanterie a fost comandat de colonelul Gheorghe Liciu. Regimentul 13 Infanterie a participat la acțiunile militare pe frontul românesc, pe toată perioada războiului, între 14/27 august 1916 - 28 ocotmbrie/11 noiembrie 1918.
Drapelul de luptă al regimentului a fost decorat cu cea mai înaltă distincție de război, Ordinul „Mihai Viteazul”, clasa III.
„Pentru vitejia și avântul ce au arătat atât ofițerii cât și trupa acestui brav regiment în luptele extrem de Înverșunate ce au dat pentru apărarea Văii Oituzului.”
Înalt Decret no. 17 din 10 ianuarie 1917

## Decorații
- Ordinul „Mihai Viteazul”, clasa III[3]